# 奧雅納
奧雅納（Arup，正式英文名：Arup Group Limited）是一家國際企業，總部位於英國倫敦，在34個國家和地區設立逾89家分支機構，擁有逾14,000名規劃、設計、工程和諮詢專業人員，提供設計及工程等建築環境相關領域的咨詢服務，並在逾160個國家運營著不同的項目。

## 歷史
自1946年公司由奧韋·艾拉普（Ove Arup）成立以來，奧雅納一直由代表員工的信託基金管理。
奧雅納香港公司成立於1976年，其後陸續在深圳、上海、北京、澳門、廣州、武漢、重慶和臺北等地開設分部。
奧雅納香港分部早年以設計摩天大樓及地標建築為主，至2000年代起涉足大型鐵路及土木工程項目：香港國際機場、機場快綫 (港鐵)、深港西部通道、昂船洲大橋及港珠澳大橋香港連接路等均由奧雅納設計及監督施工。

### 創立公司
該公司於1946年在倫敦由奧韋·艾拉普爵士（又譯奧雅納爵士，Sir Ove Arup）創立，名為Ove N. Arup Consulting Engineers。20世紀30年代，奧雅納已成為鋼筋混凝土領域的專家，以倫敦動物園的企鵝池 等項目聞名。根據建築作家伊恩·沃爾納（Ian Volner）的說法，奧雅納創立公司時的願景源於他的戰時經歷和與早期現代主義粗略對應的進步思想，希望該組織成為戰後世界和平與社會進步的推動力。 為此，該公司將雇用來自不同領域的專業人士共同合作，創造出比他們各自孤立工作時更高品質的項目，這一概念被稱為「全面設計」。

### 早期年代
1963年，與建築師菲利普·道森（Philip Dowson）一起，公司成立了一個新部門——奧雅納聯合公司（Arup Associates）。
在公司成立25年內，該公司已因其為建築環境所做的設計工作而聞名，並在承擔結構和/或物流複雜的項目方面取得了良好聲譽。艾拉普本人在公司早期參與了多個項目，包括擔任首席工程師的悉尼歌劇院，彼得·瓊斯（Peter Jones）認為這使奧雅納躍居工程顧問公司的領先地位。 悉尼歌劇院是將計算機計算應用於工程項目的第一個案例，使用Ferranti Pegasus計算機生成模型。[17]
該公司還參與了羅傑斯（Renzo Piano）和皮亞諾（Richard Rogers）的「內外顛倒」的龐畢度中心（Centre Georges-Pompidou）和與諾曼·福斯特（Norman Foster）合作的香港滙豐總部等知名項目。

### 《鑰言》演講
自60年代後期開始，由於奧雅納各項業務的創始人漸漸退休， 1970年7月9日，艾拉普在英國溫徹斯特向全球各地合作人發表演說。讓次演講闡述了公司的目標，並確立了實現這些目標的治理原則。這些原則包括工作品質、全面建築、人文組織、公正光明的交往、社會效用，以及公司成員的合理繁榮。

### 運營模式
奧雅納是一家獨立運營的跨國企業，由代表員工的信託基金管理，所有員工都擁有公司的股份，並分享全球利潤。
截至2013年，奧雅納在全球30個國家設有90多個辦事處。這些辦事處通過共享基於互聯網的協同工作軟件包和通信系統進行緊密連接，根據需要，可以使單個項目在多個辦事處之間實現無縫、24小時的工作周期。然而，各個辦事處通常專注於分配給他們的項目子部分，而不是持續交流。
英國廣播公司和英國皇家建築師協會的紀錄片《建造現代世界的英國人》強調了奧雅納與建築師的合作，並將奧雅納描述為“諾曼·福斯特勳爵（Lord Norman Foster）和他的同行理查德·羅杰斯勳爵（Lord Richard Rogers）、尼古拉斯·格里姆肖爵士（Sir Nicholas Grimshaw）、邁克爾·霍普金斯爵士（Sir Michael Hopkins）和特里·法雷爵士（Sir Terry Farrell）最經常依賴的工程公司。”
該公司自2008年起每年發布一份可持續發展報告，並參與多個旨在減少溫室氣體排放的全球項目，如計劃實現零廢棄物的東灘生態城（Dongtan Eco-City），以及世界上第一個獲得BREEAM“卓越認證”的英國2號高速鐵路換乘站。
奧雅納還開展了社區參與計劃，包括應對無家可歸、改善災害救援計劃中的衛生狀況以及地震後的災後恢復等倡議。他們還與政府、非政府組織、智庫和其他倡導團體建立合作夥伴關係。

### 丑闻
2015年奧雅納被香港政府聘請設計元朗17億天橋，該項目於2016年完成地區諮詢, 至2018年因成本過高而引起社會爭議，至今項目尚未獲撥款動工。。
2016年，
奧雅納被揭發挪用香港政府資料，用於發展商新世界地產在元朗橫洲的私人發展項目上，而被罰停止投標3個月。2018年，由奧雅納及阿特金斯建築設計之香港高鐵石崗車廠發生出軌事故，港鐵歸咎於設計顧問公司計算失誤。

## 設計
悉尼歌劇院是奧雅納的作品之一，BBC和英國皇家建築師協會曾聯合拍攝紀錄片《構築現代世界的英國人》（The Brits who Built the Modern World），其中特別指出了奧雅納公司的貢獻。

### 項目

#### 亞洲
- 前海深港現代服務業合作區
- 北京中國尊（Z15）
- 北京央視（CCTV）總部大樓
- 北京南站
- 中國國際貿易中心
- 北京首都國際機場三號航站樓
- 北京諾基亞中國園
- 臺中國家歌劇院
- 台北藝術中心
- 台灣桃園國際機場第三航廈
- 北京國家游泳中心（水立方）
- 北京國家體育場（鳥巢）
- 廣州國際金融中心
- 廣州周大福金融中心
- 廣州塔
- 新加坡國家體育場
- 日本東京Mode學園蟲繭大廈
- 日本靜岡縣富士山世界遺產中心
- 昆明長水國際機場
- 柬埔寨金邊Vattanac大廈
- 泰國曼谷Mahanakhon - 大京都大廈
- 深圳證券交易所營運中心
- 深圳萬科中心
- 深圳天空之城DJI總部大樓 - 天空之城大廈
- 深圳京基100
- 深港西部通道
- 港珠澳大橋
- 越南 Landmark 81 大廈
- 新加坡濱海灣金沙
- 重慶來福士廣場
- 长沙国金中心
- 韓國首爾東大門設計廣場
- 香港M+ 博物館
- 香港國際機場
- 香港國際金融中心二期
- 香港大館
- 香港建造業議會「零碳天地」
- 香港故宮博物館
- 香港昂船洲大橋
- 香港朗豪坊
- 香港欣澳站
- 香港淨化海港計劃第二期甲
- 香港滙豐銀行總部大廈
- 香港環球貿易廣場
- 天津高銀金融117
- 默迪卡118

#### 澳州
- 澳州雪梨歌劇院
- 澳州墨爾本AAMI體育館
- 澳州雪梨雪萊街1號
- 澳州布里斯本庫里爾帕橋

#### 歐洲
- 法國巴黎蓬皮杜藝術中心
- 英國皇家歌劇院
- 英國國家美術館擴建工程
- 英國倫敦眼
- 波蘭華沙“金露台”[來源請求]
- 英國倫敦千禧橋
- 英國倫敦聖瑪莉艾克斯30號
- 英國倫敦花園橋
- 英國倫敦—肯特高速鐵路一號
- 英國卡的夫威爾士國民議會大樓
- 英國Ysbyty Aneurin Bevan醫院
- 丹麥—瑞典厄勒海峽大橋
- 荷蘭阿姆斯特丹公共圖書館
- 土耳其伊斯坦布爾Kanyon商業綜合體

#### 美洲
- 美國南達科他州深層地下科學與工程實驗室
- 美國三藩市加州科學院
- 加拿大多倫多皮爾遜國際機場
- 美國加州高速鐵路
- 美國內華達州米德湖進水隧道
- 美國紐約甘迺迪國際機場捷藍5號航站樓
- 阿根廷布宜諾賽勒斯拉丁美洲藝術博物館

#### 非洲
- 奈及利亞高原州UTC農場
- 南非豪登高速鐵路

#### 中東
- 阿聯酋阿布達比亞斯島濱海大酒店

## 關聯公司
Arup集團旗下公司
- Oasys Ltd （页面存档备份，存于）： 於1976年成立，作為奧雅納的軟件部門，提供結構、岩土和行人運動模擬/分析軟件的工程軟件。
- Neuron Digital Group：與Venturous Group於2022年共同成立，為建築資產提供數字化解決方案。

多名員工離開後創立了其他公司，與奧雅納具有顯著的相似性。
- 1976年，艾德蒙·哈普奧德 （蓬皮杜中心的工程師）和其他六名工程師離開奧雅納，於巴斯成立了Buro Happold。

- 1999年，克里斯·懷斯(Chris Wise, 千禧橋的工程師）和肖恩·沃爾什(Sean Walsh)離開奧雅納，於倫敦成立了Expedition Engineering。

## 外部連結
- Arup official website（页面存档备份，存于）
- 官方網站（页面存档备份，存于）（中文）
- Innovation at Arup
- Arup Americas online magazine（页面存档备份，存于）